# جاك ويلي
جاك ويلي (بالإنجليزية: Jack Willie)‏ (مواليد 15 أبريل 1979) هو ملاكم من بابوا غينيا الجديدة، مثّل بلاده في الألعاب الأولمبية الصيفية 2008.

## روابط خارجية
جاك ويلي على موقع اللجنة الأولمبية الدولية (الإنجليزية)
- جاك ويلي على موقع أوليمبيديا (الإنجليزية)
- جاك ويلي على موقع اتحاد ألعاب الكومنولث (مؤرشف) (الإنجليزية)